# 出版社
出版社（しゅっぱんしゃ、英語: publisher）は、書籍や雑誌などを出版する会社である。

## 概説
書籍や雑誌などの企画、制作（本や雑誌に載せる内容の作成。作家やライターなどへの依頼・手配。編集、校正など）、印刷会社への印刷の発注、取次への手配などを行うほか、出版する本・雑誌の販売促進・宣伝も行う。また、1995年にWindows95が登場しWindowsが普及するようになってからは、出版物の電子化（フロッピーディスク化、CD-ROM化など）も行い、2000年代にインターネットの利用が一般化してからは書籍や雑誌のコンテンツをネット上で有料で提供する出版社も現れた。
日本標準産業分類ではかつて製造業に分類されていたが、2002年の改定以降は情報通信業の映像・音声・文字情報制作業（G41）に分類するよう変更された。
印刷会社が受注生産であるのに対し、出版社は原則的に見込み生産である（自費出版・カスタム出版の請負などを除く）。
オックスフォード大学出版局、東京大学出版会などのように、大学が大学出版局を持っているところもある。また、新聞社が出版事業も並行的に行っていることもある。
欧米では国境を超えた激しい市場競争があり、メディア・コングロマリット化が進んでいる。
日本の出版社の多くは東京一極集中の傾向にあるため、それ以外の地方を本拠とする出版社を地方出版社と呼ぶこともある。地方出版社としては、無明舎出版（秋田県）などが挙げられる。
個人で運営する「ひとり出版社」を起業する編集者もいる。経営リスクは高いが、自分の好きな本を企画できる利点もある。
世界の特に巨大な出版社グループとしては次の名が挙げられている。
- レレックス・グループ（RELX group） - イギリス、アメリカ、オランダをまたぐ多国籍企業であり、巨大なメディア・コングロマリット。
- ベルテルスマン（Bertelsmann、ドイツ） - 傘下にペンギン・ランダムハウスがある。
- ピアソン（Pearson PLC、イギリス）
- ヴォルタース・クルーワー（Wolters Kluwer、オランダ）
- アシェット・リーブル（Hachette Livre、フランス）-  世界3位の出版社とも。
- 一ツ橋グループ（日本） - 傘下に小学館や集英社がある。#日本の節でも挙げる。
- ジョン・ワイリー・アンド・サンズ（Wiley。アメリカ）
- シュプリンガー・ネイチャー（Springer Nature。ドイツ）
- ハーパーコリンズ（HarperCollins。アメリカ）

中小や零細の出版社まで含めれば、世界の出版社の数は膨大である。

## 英語圏の出版社
英語圏の出版社は特に販売される冊数が多いのでここで扱う。
アメリカの大手5社をBIG5（ビッグ5）と呼ぶ。ペンギン・ランダムハウス、サイモン&シュスター、ハーパーコリンズ、マクミラン出版社、アシェット・ブック・グループの5社である。2020年に司法省などが許せば、ペンギン・ランダム・ハウスがサイモン&シュスターを買収する話があった。合併が成功すれば、アメリカで刊行される本の3分の1が合併した会社からのものとなった。2022年に司法省が多様性や作家の収入に影響が出るとして、反トラスト法による合併阻止に動いた。
- ペンギン・ランダムハウス（ドイツのベルテルスマン傘下） ‐ 2013年にイギリスのペンギンとアメリカのランダムハウスが合併した。
- サイモン&シュスター（コールバーグ・クラビス・ロバーツ傘下）
- ハーパーコリンズ（ニューズ・コープ傘下）
- アシェット・ブック・グループ（フランスのアシェット・リーブル傘下）
- マクミラン出版社（ドイツのホルツブリンク出版グループ傘下）
- マーベル・コミック（ウォルト・ディズニー・カンパニー傘下）
- スカラスティック
- ジョン・ワイリー・アンド・サンズ

## 各国の主な出版社

### 日本
くまざわ書店での書籍の販売冊数によるランキング、丸善ジュンク堂書店での書籍の売上によるランキングでは2025年現在、集英社、講談社、KADOKAWA、小学館、Gakkenが日本の「五大書籍出版社」である。
日本の出版社を50音順に挙げた一覧は日本の出版社一覧を参照のこと。
次に、日本の出版社の歴史を知るために創業が古いほうから挙げる。なお、江戸時代に出版社は版元と呼ばれていた。詳細は版元を参照のこと。
以下は明治期以降に創業した出版社である。
- 有斐閣 - 1877年（明治10年）に東京・神田一ツ橋通町の古書街で創業し2年後の1879年に出版業に進出。人文社会系の学術書を中心とした出版社となった。
- 中央公論新社 - 1886年（明治19年）に京都・西本願寺の有志が集まり「反省会」として創立し、翌1887年に『反省会雑誌』を創刊（後に『中央公論』と改題）、社名も中央公論社と改名。特に『中央公論』は大正デモクラシーを牽引する総合雑誌として部数を伸ばした。だが、1990年代に経営危機に陥り、読売新聞グループ本社の傘下に入った。
- ぎょうせい - 1893年創立。法令関連の出版物を手がける。
- 新潮社 - 1896年創業。月刊誌『新潮』、『週刊新潮』など様々な出版物を手がける。
- 講談社（音羽グループ）- 1909年創業。1958年から現社名。
  - 光文社（音羽グループ） - 1945年設立。戦争協力の責任を問われた講談社の別動隊として組織された。
- 岩波書店 - 1913年に岩波茂雄が設立。学術書を中心に、『広辞苑』や岩波文庫、岩波新書など刊行。
- ダイヤモンド社 - 1913年に創業。経済誌『週刊ダイヤモンド』など、様々な出版物を手がける。
- 小学館（一ツ橋グループ）- 1922年創業。
  - 集英社（一ツ橋グループ）  - 1926年に小学館の娯楽誌部門として創業。小学館が筆頭株主。雑誌発行部数日本一の『週刊少年ジャンプ』など、様々な出版物を手がける。
- 文藝春秋 - 1923年創業。月刊誌『文藝春秋』、『週刊文春』など、様々な出版物を手がける。
- 旺文社 - 1931年創業。学習参考書を発行。
- NHK出版（NHKグループ） - 1931年設立。NHKと連携した出版物を手がける。
- 音楽之友社 - 1941年に誕生した音楽関連の出版社。当時の音楽関連の出版社「月刊楽譜」「音楽世界」「音楽倶楽部」の3社が統合され誕生した。
- 医学書院 - 1944年創立。医学・医療領域の専門書出版社の大手。
- KADOKAWA（KADOKAWAグループ） - 1945年に角川書店として創業。新刊刊行点数の日本最大手。
- Gakken（学研グループ） - 1947年創立。児童書・学習参考書、医学書・看護書、保健体育・道徳の教科書などを手がける。
- 双葉社 - 1948年に創業。『週刊大衆』、『クレヨンしんちゃん』など、様々な出版物を手がける。
- ゼンリン - 1948年創業。住宅地図の最大手。
- 世界思想社教学社 - 1948年創業。学術専門書・教養書の世界思想社、学習参考書の教学社の2つのブランド名を持つ地方出版社。
- 昭文社 - 1960年創立。道路地図や旅行ガイドブックの出版社。
- 日経BP（日経グループ） - 1969年に設立。経済誌『日経ビジネス』など直販誌・市販誌の雑誌メディアと、ビジネス書籍を手がける。
- 宝島社 - 1971年に設立。付録付き雑誌・ムックが主体の出版社。
- JTBパブリッシング - 旅行ガイドブックの出版社。
- 文芸社 - 自費出版社。
- 星雲社 - 出版取次と契約できない出版社（発行元）に対して、出版取次との取引を代行している流通責任出版社（発売元）。
- 扶桑社 - フジサンケイグループ。
- ウェッジ - JR東海グループ。東海道・山陽新幹線のグリーン車に搭載されているオピニオン系雑誌「Wedge」と旅行雑誌「ひととき」を発行。
- 文溪堂 - 岐阜県羽島市と東京都文京区に本社を置く図書教材、児童書を扱う出版社。
- 新興出版社啓林館 - 教科書の啓林館、学習参考書の新興出版社、児童書の文研出版の3つのブランド名を持つ地方出版社。
- ひかりのくに - 児童書・保育図書を取り扱う地方出版社。
- 京阪神エルマガジン社（神戸新聞グループ） - 日本雑誌協会に加盟する唯一の地方出版社。
- メディコム - タウン情報誌「月刊タウン情報トクシマ」を発行する地方出版社。
- シティ情報ふくおか（アプライド傘下） - タウン情報誌「シティ情報ふくおか」を発行する地方出版社。
- リクルート（リクルートグループ） - 販促情報誌を発行。
- 中広 - フリーマガジンを発行している広告会社。

漫画週刊誌の出版社
集英社（週刊少年ジャンプを出版）や講談社（週刊少年マガジンを出版）が特に大手。週刊誌に掲載した漫画を、コミック本として再出版することも行っており、その部数も膨大である。
なお、2000年代に入り、漫画週刊誌の出版社がゲーム事業に乗り出すことが活発化している。漫画週刊誌の編集部は従来、まだ無名の若手の漫画家の中から才能のある人を「発掘」し、つまり見つけて支援し、育てて、その作品の全部ではないが一部の作品がヒット作品となり、大きな利益を生み出すというビジネスをしてきたが、その長年のノウハウを活かして、若手のゲームクリエイターの中から才能のある人を何名も発見し、契約を交わしゲーム制作に必要な費用を出資し、ゲーム制作に集中してもらい、そのゲーム作品の中から、全部ではないにしても一部が大ヒット作品となれば、契約書で決めておいた比率でその売上の一部が自社収益となり大きな利益となる、というビジネスモデルを考えているとされる。漫画の読者層とゲームのプレーヤーの層は重なる部分も大きいので、相乗効果を狙う手法もないわけではないが、そのような限定的な効果よりも、純粋に、自分たちが持っている若手育成のノウハウを活かしてゲーム市場の膨張の波に乗って大きな利益を上げようとしていると考えてよい。コンピュータゲーム市場の規模は、2010年代に映画市場の規模をとうに超え、なお成長を続けており今後も伸び続けてゆくと予想されているので、その波に乗ろうとしている。
教科書類の出版社
- 東京書籍（トッパングループ）- 教科書出版の大手。
- 光村図書出版 - 教科書出版社。
- 教育出版（DNPグループ）- 総合教科書出版社。
- 新学社 - 京都市山科区に本社を置く図書教材を扱う地方出版社。

新聞社系の比較的新しい出版社
- 朝日新聞出版（朝日新聞グループ）- 2008年設立。
- 毎日新聞出版（毎日新聞グループ）- 2015年設立。

### スペイン語圏
- Planeta（プラネット・グループ）

### ドイツ
- シュプリンガー・ネイチャー（ホルツブリンク出版グループ傘下）

### フランス
- アシェット・リーブル（ラガルデール傘下）
- Editis
- ガリマール出版社（マドリガル・グループ）
- フランス大学出版局

### イタリア
- デアゴスティーニ

### 韓国
- 文学と知性社[10]
- 民音社[10]
- 金英社[10]
- 時空社[10]
- ハンギル社[10]
- ソウル大学出版文化院 - ソウル大学の出版局

など

### 台湾
- 東立出版社（Tongli Publishing）
- 長鴻出版社（Ever Glory Publishing）
- 尖端出版（Sharp Point Press）
- 青文出版集団（Ching Win Publishing）
- 台湾角川（Kadokawa Taiwan）

### 香港
- 玉皇朝出版集団（King Comics）
- 天下出版（Comicsworld）

### 中国
- 中華書局
- 商務印書館

## 出版関連団体
- 日本書籍出版協会
- 日本雑誌協会
- 出版梓会
- 日本医書出版協会
- 版元ドットコム
- 全国出版協会
- 国民出版協会
- 大学出版部協会
- 日本図書教材協会
- アメリカ出版協会

## 出版業界誌
- Buchmarkt（ドイツ語版） - ドイツ
- Börsenblatt（ドイツ語版） - ドイツ
- 新文化通信社 - 日本
- 文化通信社 - 日本